# Meymaneh (distrikt)
Meymaneh är ett distrikt i Afghanistan. Det ligger i provinsen Faryab, i den norra delen av landet, 400 kilometer väster om huvudstaden Kabul. Administrativ huvudort är Meymaneh.
Distriktet beräknades år 2022 ha cirka 101 000 invånare.